# Пуату

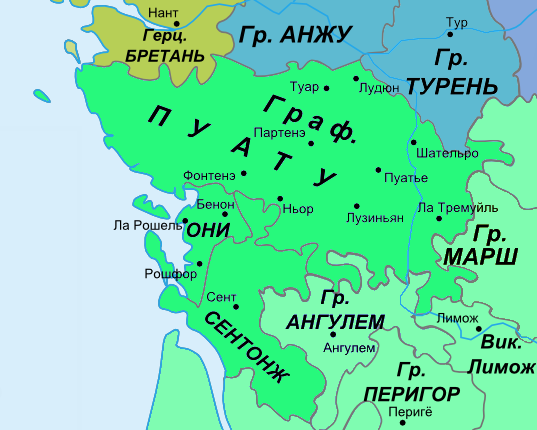
Графство Пуату в 1154 году.

Пуату́ (фр. Poitou) — историческая область на западе Франции, разделённая на департаменты Вандея, Дё-Севр и Вьенна. Ландшафт равнинный, севернее Ла-Рошели простираются болота Пуату. Главный город — Пуатье; другие исторические центры — Ньор, Туар, Шательро.
В древности — племенная территория галлов-пиктонов, затем — северная часть королевства Аквитании. С 778 года — владение графов Пуатье из рода Рамнульфидов, которые в середине XI века унаследовали трон всей Аквитании.
Брак Элеоноры Аквитанской с Генрихом Плантагенетом привёл к вхождению Пуату в состав владений английской короны. Уже в начале XIII века Иоанн Безземельный отказался от Пуату в пользу французского короля, однако во время Столетней войны область на короткое время (1360—1375 годы) вернулась к англичанам.
В XVI веке Пуату в целом и Ла-Рошель в особенности стали цитаделью французского протестантизма. Отмена Нантского эдикта вынудила гугенотов покинуть родные места и переселиться в Америку, где их потомки ныне известны как франко-акадцы и каджуны.
Во время Великой французской революции Вандея наоборот стала оплотом консерватизма. Протестные движения против революции вылились в грандиозный Вандейский мятеж. В Новое время аграрное Пуату по инициативе центрального правительства украсилось рационально распланированными городами — такими, как Рошфор и Ла-Рош-сюр-Йон.